# Mission en mer Ionienne
Mission en mer Ionienne (titre original : The Ionian Mission) est un roman historique de Patrick O'Brian paru en 1981, dont l'histoire se déroule durant les guerres napoléoniennes. C'est le huitième volet de la série Aubrey-Maturin rédigée par cet auteur.

## Résumé
De retour en Angleterre après de longs mois de captivité en France, Aubrey et Maturin repartent pour la Mediterranée. Ils ont pour tâche principale d’établir des alliances dans les côtes de la mer Ionienne contre l'Empire français qui détient alors Corfou et des bases en Épire. 